# Азмира Катун Дола
Азмира Катун Дола (бенг. আজমিরা খাতুন দোলা) бангладешка је играчица Кабадиа која је такође у националном тиму Бангладеша. Она је била део тима који је освојио бронзану медаљу на Азијским играма 2014. године.